# Senza indizio
Senza indizio (Without a Clue) è un film del 1988 diretto da Thom Eberhardt.
Si tratta di una brillante rivisitazione in chiave comica della leggendaria figura di Sherlock Holmes e del suo assistente, il dottor Watson, alle prese con un complotto ai danni di Sua Maestà ordito ancora una volta dal perfido Moriarty.

## Trama
1900. Al n° 221b di Baker Street, Londra, vive il più geniale investigatore di tutti i tempi, il celeberrimo Sherlock Holmes, il quale, con la collaborazione del suo fedele amico, il medico John Watson, ha risolto innumerevoli casi. Ma ciò che nessuno sa è che il dottor Watson è la mente geniale della coppia, e che Holmes in realtà è Reginald Kincaid, uno scalcinato attore, ubriacone, spendaccione e donnaiolo, che si è fatto una fama solidissima grazie alle intuizioni del medico, ed ai romanzi pubblicati da quest'ultimo.
Stanco di fare la parte del semplice ed ingenuo "assistente", dopo l'ennesima lite con il falso investigatore, Watson decide di cacciare di casa quest'ultimo, e rivelare la verità alla stampa, ma un nuovo caso bussa alla porta: emissari della Regina Vittoria chiedono a Holmes, che nel frattempo si è reso irreperibile, di indagare su un traffico di sterline false che ha invaso l'Inghilterra. Il medico si reca quindi, suo malgrado, nel pub dove sa che troverà l'amico-nemico, e lo convince a riunire la coppia per un ultimo caso assieme. Durante le indagini, Watson scopre che dietro ai falsari c'è la mano dello spietato professor Moriarty. A causa di un maldestro tentativo di Holmes di acciuffare quest'ultimo, Watson cade nelle acque del Tamigi, e viene dato per disperso. Disperato, Holmes dà fondo a tutte le sue scarse risorse per tentare di risolvere il caso, in memoria dell'amico scomparso. I due investigatori, seguendo ciascuno le proprie intuizioni, riescono ad arrivare al professore, e a sconfiggerlo, in un tragicomico duello in un vecchio teatro londinese.
Sherlock Holmes viene acclamato per quella che è probabilmente la sua più grande vittoria, e Watson capisce che non potrà mai svincolarsi dalla fama dell'amico e dal suo ruolo di "gregario", ma davanti alla folla che lo applaude, Kincaid/Holmes annuncia di volersi ritirare, rendendo il meritato onore al dottore. Il medico però, si affretta a smentire che il grande investigatore andrà in pensione: Holmes e Watson lavoreranno ancora insieme.
"Forse perché...forse perché...Scotland Yard non dispone della collaborazione inestimabile, dell'intuito sottile, della pazienza eccezionale del dottor John Watson, mio grande amico!"